# Xã Stockland, Quận Iroquois, Illinois
Xã Stockland (tiếng Anh: Stockland Township) là một xã thuộc quận Iroquois, tiểu bang Illinois, Hoa Kỳ. Năm 2010, dân số của xã này là 243 người.